# Finale de la Coupe du monde de rugby à XV 2019
La finale de la Coupe du monde de rugby à XV 2019 est un match de rugby à XV qui est disputé le 2 novembre 2019 au stade international de Yokohama, au terme de la neuvième édition de la Coupe du monde de rugby, organisée depuis le 20 septembre 2019 au Japon.
Elle oppose l'Angleterre à l'Afrique du Sud.
Les deux équipes se sont déjà affrontées en finale lors de la Coupe du monde 2007 ; elle avait vu les Sud-Africains l'emporter 15 - 6 face aux Anglais au stade de France.
À l'issue de la finale, les Sud-Africains l'emportent 32-12 et décrochent leur troisième titre mondial (après 1995 et 2007). Ils égalent l'équipe de Nouvelle-Zélande en nombre de titres de Coupe du monde de rugby.

## Parcours des finalistes
| Rang | Pays       | J | V | N | D | Bo | Bd | Pm  | Pe  | Diff | Pts |
| ---- | ---------- | - | - | - | - | -- | -- | --- | --- | ---- | --- |
| 1    | Angleterre | 4 | 3 | 1 | 0 | 3  | 0  | 119 | 20  | +99  | 17  |
| 2    | France     | 4 | 3 | 1 | 0 | 1  | 0  | 79  | 51  | +28  | 15  |
| 3    | Argentine  | 4 | 2 | 0 | 2 | 2  | 1  | 106 | 91  | +15  | 11  |
| 4    | Tonga      | 4 | 1 | 0 | 3 | 1  | 1  | 67  | 105 | -38  | 6   |
| 5    | États-Unis | 4 | 0 | 0 | 4 | 0  | 0  | 52  | 156 | -104 | 0   |

| Rang | Pays             | J | V | N | D | Bo | Bd | Pm  | Pe  | Diff | Pts |
| ---- | ---------------- | - | - | - | - | -- | -- | --- | --- | ---- | --- |
| 1    | Nouvelle-Zélande | 4 | 3 | 1 | 0 | 2  | 0  | 157 | 22  | +135 | 16  |
| 2    | Afrique du Sud   | 4 | 3 | 0 | 1 | 3  | 0  | 185 | 36  | +149 | 15  |
| 3    | Italie           | 4 | 2 | 1 | 1 | 2  | 0  | 98  | 78  | +20  | 12  |
| 4    | Namibie          | 4 | 0 | 1 | 3 | 0  | 0  | 34  | 175 | -141 | 2   |
| 5    | Canada           | 4 | 0 | 1 | 3 | 0  | 0  | 14  | 177 | -163 | 2   |

## Feuille de match
T
Homme du match : Duane Vermeulen 
Points marqués :
- Angleterre : 4 pénalités de Farrell (23e, 35e, 52e, 60e)
- Afrique du Sud : 2 essais de Mapimpi (66e) et de Kolbe (74e) ; 2 transformations de Pollard (67e, 75e) ; 6 pénalités de Pollard (10e, 26e, 39e, 43e, 46e, 58e)

Évolution du score : 0-3, 3-3, 3-6, 6-6, 6-9, 6-12 mt 6-15, 9-15, 9-18, 12-18, 12-25, 12-32
Arbitre : Jérôme Garcès 
Touche : Romain Poite  /  Ben O'Keeffe 
Vidéo : Ben Skeen 
Résumé :
| Angleterre | Afrique du Sud |

| Angleterre · Titulaires · 15 Elliot Daly · 14 Anthony Watson · 13 Manu Tuilagi · 12 Owen Farrell · 11 Jonny May 69e · 10 George Ford 49e · 09 Ben Youngs 75e · 08 Billy Vunipola · 07 Sam Underhill 59e · 06 Tom Curry · 05 Courtney Lawes 40e · 04 Maro Itoje · 03 Kyle Sinckler 2e · 02 Jamie George 59e · 01 Mako Vunipola 45e · Remplaçants · 16 Luke Cowan-Dickie 59e · 17 Joe Marler 45e · 18 Dan Cole 2e · 19 George Kruis 40e · 20 Mark Wilson 59e · 21 Ben Spencer 75e · 22 Henry Slade 49e · 23 Jonathan Joseph 69e · Entraîneur · Eddie Jones |  |  | Afrique du Sud · Titulaires · 67e Willie le Roux 15 · Cheslin Kolbe 14 · Lukhanyo Am 13 · Damian de Allende 12 · Makazole Mapimpi 11 · Handré Pollard 10 · 76e Faf de Klerk 09 · Duane Vermeulen 08 · Pieter-Steph du Toit 07 · 63e Siya Kolisi 06 · 21e Lood de Jager 05 · 59e Eben Etzebeth 04 · 43e Frans Malherbe 03 · 21e Bongi Mbonambi 02 · 43e Tendai Mtawarira 01 · Remplaçants · 21e Malcolm Marx 16 · 43e Steven Kitshoff 17 · 43e Vincent Koch 18 · 59e RG Snyman 19 · 21e Franco Mostert 20 · 63e Francois Louw 21 · 76e Herschel Jantjies 22 · 67e François Steyn 23 · Entraîneur · Rassie Erasmus |

## Audiences TV
La finale 2019 a réuni 5 033 000 téléspectateurs sur TF1 (56,8% de part d'audience).